# Kvalifikace na Mistrovství Evropy ve fotbale 2024 – skupina B
Skupina B kvalifikace na mistrovství Evropy ve fotbale 2024 byla jednou z 10 kvalifikačních skupin na tento šampionát. Přímý postup na závěrečný turnaj si zajistily první 2 týmy. Na rozdíl od předchozích evropských kvalifikací do baráže nepostoupily týmy na základě pořadí v kvalifikační skupině, ale podle konečného žebříčku v jednotlivých skupinách (ligách A–D) Ligy národů UEFA 2022/2023.

## Výsledky
| Legenda                                                                         |
| ------------------------------------------------------------------------------- |
| Vítěz skupiny a druhý v pořadí postupující přímo na šampionát                   |
| Týmy postupující do baráže o účast na šampionátu                                |
| V křížové tabulce vpravo je domácí tým v levém sloupci, hostující v horní řadě. |

### Tabulka
| Tým        | Z | V | R | P | VG | IG | +/- | B  |
| ---------- | - | - | - | - | -- | -- | --- | -- |
| Francie    | 8 | 7 | 1 | 0 | 29 | 3  | +26 | 22 |
| Nizozemsko | 8 | 6 | 0 | 2 | 17 | 7  | +10 | 18 |
| Řecko      | 8 | 4 | 1 | 3 | 14 | 8  | +6  | 13 |
| Irsko      | 8 | 2 | 0 | 6 | 9  | 10 | -1  | 6  |
| Gibraltar  | 8 | 0 | 0 | 8 | 0  | 41 | -41 | 0  |

|            | Francie | Nizozemsko | Řecko | Irsko | Gibraltar |
| ---------- | ------- | ---------- | ----- | ----- | --------- |
| Francie    | —       | 4:0        | 1:0   | 2:0   | 14:0      |
| Nizozemsko | 1:2     | —          | 3:0   | 1:0   | 3:0       |
| Řecko      | 2:2     | 0:1        | —     | 2:1   | 5:0       |
| Irsko      | 0:1     | 1:2        | 0:2   | —     | 3:0       |
| Gibraltar  | 0:3     | 0:6        | 0:3   | 0:4   | —         |

## Zápasy
Zápasy byly potvrzeny UEFOU 10. října 2022, den po losu skupin. Časy jsou uvedeny v SEČ a SELČ (lokální časy, pokud jsou odlišné, v závorkách).
| 24. března 2023 20:45                     |        |            |                                                                        |
| Francie                                   | 4 : 0  | Nizozemsko | Stade de France, Saint-Denis diváci: 77 328 rozhodčí: Maurizio Mariani |
| Griezmann 2' Upamecano 8' Mbappé 21', 88' | Zpráva |            | Stade de France, Saint-Denis diváci: 77 328 rozhodčí: Maurizio Mariani |

| 24. března 2023 20:45 |        |                                       |                                                                             |
| Gibraltar             | 0 : 3  | Řecko                                 | Estádio Algarve, Faro/Loulé (Portugalsko) diváci: 390 rozhodčí: Rohit Saggi |
|                       | Zpráva | 11' Masouras 45' Siopis 58' Bakasetas | Estádio Algarve, Faro/Loulé (Portugalsko) diváci: 390 rozhodčí: Rohit Saggi |

| 27. března 2023 20:45  |        |           |                                                          |
| Nizozemsko             | 3 : 0  | Gibraltar | De Kuip, Rotterdam diváci: 36 327 rozhodčí: Morten Krogh |
| Depay 23' Aké 50', 82' | Zpráva |           | De Kuip, Rotterdam diváci: 36 327 rozhodčí: Morten Krogh |

| 27. března 2023 20:45 (19:45 UTC+1) |        |            |                                                                  |
| Irsko                               | 0 : 1  | Francie    | Aviva Stadium, Dublin diváci: 50 219 rozhodčí: Artur Soares Dias |
|                                     | Zpráva | 50' Pavard | Aviva Stadium, Dublin diváci: 50 219 rozhodčí: Artur Soares Dias |

| 16. června 2023 20:45 |        |                                                 |                                                                                       |
| Gibraltar             | 0 : 3  | Francie                                         | Estádio Algarve, Faro/Loulé (Portugalsko) diváci: 4 065 rozhodčí: Jevgenij Aranosvkij |
|                       | Zpráva | 3' Giroud 45+3' (pen.) Mbappé 78' (vl.) Mouelhi | Estádio Algarve, Faro/Loulé (Portugalsko) diváci: 4 065 rozhodčí: Jevgenij Aranosvkij |

| 16. června 2023 20:45 (21:45 UTC+3) |        |             |                                                                     |
| Řecko                               | 2 : 1  | Irsko       | Agia Sophia Stadium, Athény diváci: Harald Lechner rozhodčí: 17 452 |
| Bakasetas 15' (pen.) Masouras 49'   | Zpráva | 27' Collins | Agia Sophia Stadium, Athény diváci: Harald Lechner rozhodčí: 17 452 |

| 19. června 2023 20:45 |        |       |                                                                           |
| Francie               | 1 : 0  | Řecko | Stade de France, Saint-Denis diváci: 76 500 rozhodčí: Antonio Mateu Lahoz |
| Mbappé 55' (pen.)     | Zpráva |       | Stade de France, Saint-Denis diváci: 76 500 rozhodčí: Antonio Mateu Lahoz |

| 20. června 2023 20:45 (19:45 UTC+1)  |        |           |                                                                       |
| Irsko                                | 3 : 0  | Gibraltar | Aviva Stadium, Dublin diváci: 42 156 rozhodčí: Marian Alexandru Barbu |
| Johnston 52' Ferguson 59' Idah 90+2' | Zpráva |           | Aviva Stadium, Dublin diváci: 42 156 rozhodčí: Marian Alexandru Barbu |

| 7. září 2023 20:45           |        |       |                                                                    |
| Francie                      | 2 : 0  | Irsko | Stade de France, Saint-Denis diváci: 43 995 rozhodčí: Urs Schnyder |
| Tchouaméni 19' M. Thuram 48' | Zpráva |       | Stade de France, Saint-Denis diváci: 43 995 rozhodčí: Urs Schnyder |

| 7. září 2023 20:45                 |        |       |                                                                    |
| Nizozemsko                         | 3 : 0  | Řecko | Philips Stadion, Eindhoven diváci: 32 079 rozhodčí: Michael Oliver |
| de Roon 17' Gakpo 31' Weghorst 39' | Zpráva |       | Philips Stadion, Eindhoven diváci: 32 079 rozhodčí: Michael Oliver |

| 10. září 2023 20:45 (21:45 UTC+3)                 |        |           |                                                                           |
| Řecko                                             | 5 : 0  | Gibraltar | Agia Sophia Stadium, Athény diváci: 9 774 rozhodčí: Manfredas Lukjančukas |
| Pelkas 9' Mavropanos 23', 82' Masouras 70', 90+1' | Zpráva |           | Agia Sophia Stadium, Athény diváci: 9 774 rozhodčí: Manfredas Lukjančukas |

| 10. září 2023 20:45 (19:45 UTC+1) |        |                               |                                                             |
| Irsko                             | 1 : 2  | Nizozemsko                    | Aviva Stadium, Dublin diváci: 49 807 rozhodčí: Irfan Peljto |
| Idah 4' (pen.)                    | Zpráva | 19' (pen.) Gakpo 56' Weghorst | Aviva Stadium, Dublin diváci: 49 807 rozhodčí: Irfan Peljto |

| 13. října 2023 20:45 |        |                |                                                                     |
| Nizozemsko           | 1 : 2  | Francie        | Johan Cruyff Arena, Amsterdam diváci: 51 310 rozhodčí: Felix Zwayer |
| Hartman 83'          | Zpráva | 7', 53' Mbappé | Johan Cruyff Arena, Amsterdam diváci: 51 310 rozhodčí: Felix Zwayer |

| 13. října 2023 20:45 (19:45 UTC+1) |        |                                |                                                             |
| Irsko                              | 0 : 2  | Řecko                          | Aviva Stadium, Dublin diváci: 41 239 rozhodčí: Glenn Nyberg |
|                                    | Zpráva | 20' Giakoumakis 45+4' Masouras | Aviva Stadium, Dublin diváci: 41 239 rozhodčí: Glenn Nyberg |

| 16. října 2023 20:45 |        |                                                   |                                                                                             |
| Gibraltar            | 0 : 4  | Irsko                                             | Estádio Algarve, Faro/Loulé (Portugalsko) diváci: 4 000 rozhodčí: Christian-Petru Ciochirca |
|                      | Zpráva | 8' Ferguson 28' Johnston 60' Doherty 80' Robinson | Estádio Algarve, Faro/Loulé (Portugalsko) diváci: 4 000 rozhodčí: Christian-Petru Ciochirca |

| 16. října 2023 20:45 (21:45 UTC+3) |        |                       |                                                                                    |
| Řecko                              | 0 : 1  | Nizozemsko            | Agia Sophia Stadium, Athény diváci: 24 967 rozhodčí: Alejandro Hernández Hernández |
|                                    | Zpráva | 90+3' (pen.) Van Dijk | Agia Sophia Stadium, Athény diváci: 24 967 rozhodčí: Alejandro Hernández Hernández |

| 18. listopadu 2023 20:45 |        |           |                                                            |
| Francie | 14 : 0 | Gibraltar | Allianz Riviera, Nice diváci: 32 758 rozhodčí: John Brooks |
| Santos 3' (vl.) M. Thuram 4' Zaïre-Emery 16' Mbappé 30' (pen.), 74', 82' Clauss 34' Coman 36', 65' Fofana 37' Rabiot 63' Dembélé 73' Giroud 89', 90+1' | Zpráva |           | Allianz Riviera, Nice diváci: 32 758 rozhodčí: John Brooks |

| 18. listopadu 2023 20:45 |        |       |                                                                       |
| Nizozemsko               | 1 : 0  | Irsko | Johan Cruyff Arena, Amsterdam diváci: 51 811 rozhodčí: Marco Di Bello |
| Weghorst 12'             | Zpráva |       | Johan Cruyff Arena, Amsterdam diváci: 51 811 rozhodčí: Marco Di Bello |

| 21. listopadu 2023 20:45 |        |                                                            |                                                                                 |
| Gibraltar                | 0 : 6  | Nizozemsko                                                 | Estádio Algarve, Faro/Loulé (Portugalsko) diváci: 2 280 rozhodčí: Arda Kardeşle |
|                          | Zpráva | 10', 50', 62' Stengs 23' Wieffer 38' Koopmeiners 81' Gakpo | Estádio Algarve, Faro/Loulé (Portugalsko) diváci: 2 280 rozhodčí: Arda Kardeşle |

| 21. listopadu 2023 20:45 (21:45 UTC+2) |        |                           |                                                                     |
| Řecko                                  | 2 : 2  | Francie                   | Agia Sophia Stadium, Athény diváci: 24 820 rozhodčí: Daniel Siebert |
| Bakasetas 56' Ioannidis 61'            | Zpráva | 42' Kolo Muani 74' Fofana | Agia Sophia Stadium, Athény diváci: 24 820 rozhodčí: Daniel Siebert |

## Disciplína
Hráč byl automaticky suspendován pro další zápas za následující přečiny:
- Obdržení červené karty (červená karta mohla být udělena pro různé přečiny)
- Obdržení třech žlutých karet ve třech různých zápasech, stejně tak pátá žlutá karta a dvě žluté karty v jednom zápase (suspendace nebyly přenášeny do baráže, závěrečného turnaje a následujících mezinárodních zápasů)

Následující suspendace byly uděleny při následujících kvalifikačních zápasech:
| Tým        | Hráč                    | Suspendace                                                                                        | Suspendován pro zápas(y)           |
| ---------- | ----------------------- | ------------------------------------------------------------------------------------------------- | ---------------------------------- |
| Gibraltar  | Liam Walker             | proti Nizozemsku (27. března 2023)                                                                | proti Francii (16. června 2023)    |
| Řecko      | Konstantinos Mavropanos | proti Francii (19. června 2023)                                                                   | proti Nizozemsku (7. září 2023)    |
| Řecko      | Dimitrios Kourbelis     | proti Francii (19. června 2023) proti Nizozemsku (7. září 2023) proti Nizozemsku (16. října 2023) | proti Francii (21. listopadu 2023) |
| Řecko      | Petros Mantalos         | proti Irsku (16. června 2023) proti Nizozemsku (7. září 2023) proti Nizozemsku (16. října 2023)   | proti Francii (21. listopadu 2023) |
| Nizozemsko | Denzel Dumfries         | proti Argentině na Mistrovství světa ve fotbale 2022 (9. prosince 2022)                           | proti Francii (24. března 2023)    |
| Irsko      | Matt Doherty            | proti Řecku (16. června 2023)                                                                     | proti Gibraltaru (19. června 2023) |